# I liga polska w piłce siatkowej mężczyzn (1965/1966)
I liga polska w piłce siatkowej mężczyzn 1965/1966 – 30. edycja rozgrywek o mistrzostwo Polski w piłce siatkowej mężczyzn.

## Drużyny uczestniczące
| | I liga 1965/1966   |    |      |
| --- | ------------------ | -- | ---- |
| WAR | AZS-AWF Warszawa   | 1  | PEMK |
| LEG | Legia Warszawa     | 2  |      |
| WRO | Gwardia Wrocław    | 3  |      |
| WAR | Warszawianka       | 4  |      |
| SZC | Pogoń Szczecin     | 5  |      |
| KAT | GKS Katowice       | 6  |      |
| WAR | Sparta Warszawa    | 7  |      |
| GDA | Wybrzeże Gdańsk    | 8  |      |
| KRA | Wawel Kraków       | 9  |      |
| | Awans z II ligi    |    |      |
| WAŁ | Chełmiec Wałbrzych | 10 |      |
| NHU | Hutnik Nowa Huta   | 11 |      |
| OLS | AZS Olsztyn        | 12 |      |
| Oznaczenia: - kolumna pierwsza – skróty nazw drużyn wpisane na mapie (jeśli ta została zamieszczona), - kolumna trzecia – miejsce zajęte przez daną drużynę w poprzednim sezonie. |                    |    |      |

## Klasyfikacja końcowa
| Miejsce | Drużyna            |
| ------- | ------------------ |
| 1.      | AZS-AWF Warszawa   |
| 2.      | Legia Warszawa     |
| 3.      | Gwardia Wrocław    |
| 4.      | Hutnik Nowa Huta   |
| 5.      | Warszawianka       |
| 6.      | GKS Katowice       |
| 7.      | Chełmiec Wałbrzych |
| 8.      | Wawel Kraków       |
| 9.      | Pogoń Szczecin     |
| 10.     | Wybrzeże Gdańsk    |
| 11.     | Sparta Warszawa    |
| 12.     | AZS Olsztyn        |

     spadek do II ligi